# Zuid-Thürings voetbalkampioenschap 1912/13
In 1912/13 werd het derde voetbalkampioenschap van Zuid-Thüringen gespeeld, dat georganiseerd werd door de Midden-Duitse voetbalbond. 
Op 16 februari werd beslist dat Coburger FC kampioen was, ondanks dat Adler Neustadt drie keer gewonnen had. Coburg nam deel aan de Midden-Duitse eindronde. De club werd ingedeeld in de B-stroom van de eindronde en versloeg VfB 06 Sangerhausen, Zwickauer SC en Cöthener FC 02. Hierdoor nam de club het op tegen de winnaar van de A-stroom, VfB Leipzig en verloor met zware 6-0 cijfers. 

## 1. Klasse
| Plaats | Club               | Wed.           | W              | G              | V              | Saldo          | Ptn.           |
| ------ | ------------------ | -------------- | -------------- | -------------- | -------------- | -------------- | -------------- |
| 1.     | FC Adler Neustadt  | 3              | 3              | 0              | 0              | 15:04          | 06:00          |
| 2.     | Coburger FC 1907   | 3              | 2              | 0              | 1              | 08:05          | 04:02          |
| 3.     | SC 1903 Eisfeld    | 3              | 1              | 0              | 2              | 01:11          | 02:04          |
| 4.     | 1. FC 04 Sonneberg | 3              | 0              | 0              | 3              | 01:05          | 00:06          |
| 5.     | SpC Coburg         | Teruggetrokken | Teruggetrokken | Teruggetrokken | Teruggetrokken | Teruggetrokken | Teruggetrokken |

- SpC Coburg trok zich voor de competitiestart terug en koos ervoor om in de 2. Klasse te spelen.

|  | Geplaatst voor Midden-Duitse eindronde |
|  | Degradatie                             |